# Flitwick
Flitwick è un paese di 12 700 abitanti della contea del Bedfordshire, in Inghilterra.